# Брайсон, Пибо
Ро́берт Пи́бо Бра́йсон (англ. Robert Peabo Bryson, род. 13 апреля 1951) — американский ритм-н-блюз и соул-певец, известный своими рок-балладами, а также тем, что принимал участие в написании саундтреков к полнометражным анимационным фильмам Walt Disney.
В 1970-х годах он работал продюсером и композитором для звукозаписывающей компании Atlanta's Bang Records, а также выступал в группе Майкла Загера Moon Band, откуда ушёл в 1979 году. Его дебютный альбом Reaching for the Sky стал «золотым», а одноимённая песня оттуда заняла одиннадцатое место в хит-параде ритм-н-блюза.
В 1992 году он получил премию «Грэмми» за песню «Beauty and the Beast» к мультипликационному фильму «Красавица и Чудовище», которую он исполнил в дуэте с Селин Дион. Вторую «Грэмми» Пибо Брайсон получил за музыкальную тему «A Whole New World» к мультфильму «Аладдин», исполненную совместно с Региной Бэлль. Обе награды Брайсона были проданы с аукциона в 2003 году, когда певец испытывал налоговые затруднения и вынужден был уплатить Службе внутренних доходов 1,2 млн долларов.
Другие его хиты включают «Feel The Fire» (1978), «Tonight I Celebrate My Love» (1983), «If Ever You're in My Arms Again» (1984), «Show And Tell» (1989) и «Can You Stop the Rain» (1991). Его последний альбом, Missing You, был выпущен 2 октября 2007 года.